# Maximilian Schwedler
Maximilian Schwedler (Hirschberg (Silezië), 31 maart 1853 - Leipzig, 16 januari 1940) was een Duits fluitist en fluitbouwer.
Schwedler studeerde in Dresden bij de fluitist Friedrich August Meinel. In 1881 verwisselde hij zijn plaats als solofluitist van het stadstheater van Düsseldorf voor dezelfde positie bij het Gewandhausorchester Leipzig, welke positie hij tot 1917 zou bekleden. Johannes Brahms liet zich na de première van zijn Vierde symfonie in Leipzig in 1886 lovend uit over Schwedlers spel, en verschillende componisten droegen werken aan hem op, zoals in 1908 Carl Reinecke zijn Flötenkonzert op. 283. Later verkreeg hij de titel van professor, onderwees hij aan het conservatorium in Leipzig en was hij actief als uitgever van bladmuziek. In 1897 gaf hij het boek Katechismus der Flöte und des Flötenspiels uit, in 1923 bewerkt als Flöte und Flötenspiel. In 1940 maakte hij zelf een einde aan zijn leven.
Maximilian Schwedler wees als een van de laatste grote fluitisten het cilindrische ontwerp van de Böhmfluit af en gaf de voorkeur aan de op de traverso gebaseerde conische bouw. Vanaf 1885 bekwaamde hij zichzelf in de fluitbouw en ontwikkelde hij samen met de Erfurtse fluitbouwer Friedrich Wilhelm Kruspe en later ook diens zoon Carl een meermaals verbeterd instrument, bekend geworden als de  "Schwedler-Kruspe-reformfluit". 